# بساد
بَسّاد در شاهنامه نام چوپان ِقیصر ِروم است. وی بی آنکه گشتاسپ را بشناسد، مقدم او را گرامی داشت و با او به گرمی سخن گفت.
با این وجود، بسّاد حاضر نشد چوپانی را به گشتاسپ بدهد.
فردوسی در بیت زیر، از بسّاد، چنین به نیکی یاد کرده‌است:
| جوانمرد را نام بسّاد بود |  | دلیر و خردمند و هوشیار بود |